# HUNUS娛樂
HUNUS娛樂為韓國電影、電視劇製作公司、演藝經紀公司。

## 作品列表

### 電視劇
- 2009年：《松藥局的兒子們》
- 2009年：《飄洋過海愛上你》（CREATIVE LEADERS GROUP EIGHT（朝鲜语：크리에이티브리더스그룹에이트）共同製作）
- 2011年：《Birdie Buddy》（CREATIVE LEADERS GROUP EIGHT共同製作）
- 2014年：《我人生的春天》（Celltrion Entertainment共同製作）
- 2016年：《回來吧大叔》（Sy E&C共同製作）
- 2016年：《愛情來了》
- 2017年：《逆賊：偷百姓的盜賊》
- 2018年：《善良魔女傳》

## 旗下藝人

### 音乐人
- 金賢哲
- Elaine
- KLANG
- 李治勋（New Authors）
- LUCAS（New Authors）
- 金星俊
- OA

### 演员
- 車和娟（2020年—）[2]
- 李美淑（2022年—）[3]
- 李章宇（2018年—）[4]
- 孙智娜（2017年—）[5]
- 安世河
- 尹嗣捧
- 李书妍
- 李佳妍（2020年—）[6]
- 金炯源
- 柳伊娜（2023年—）[7]
- 柳义贤（2024年—）[8]

## 已離開藝人
- 林珠銀[9]
- 尹賢旻[10]
- 李廷晙
- 李詩媛[11]
- ALICE
- 薛正煥
- 李鐘朴
- 俞夏恩
- 郭正旭
- 朴胤載[12]
- 陳藝瑟
- XENO-T（原ToppDogg）
- ROMEO
- 金甲洙
- 蔡琳[13]
- 鄭俊鎬[14]
- 郑仁谦[15]
- 金英善[16]
- 朴恩碩[17]
- 趙美玲[18]
- 安友淵[19]
- 尹素怡[20]
- 李允美[21]
- 金允書[22]
- 赵莞基[23]
- 李施昤[24]
- 朴世榮[25]
- 林江成[26]
- 姜基棟

## 外部連結
- 官方网站
- HUNUS娛樂的Facebook專頁
- YouTube上的HUNUS娛樂頻道